# Репьев, Михаил Иванович
Михаил Иванович Репьев (1865—1937) — русский военачальник, герой Первой мировой войны, командующий 18-м армейским корпусом. Участник Белого движения, инспектор артиллерии 1-го армейского корпуса Русской армии, генерал-лейтенант. Первый председатель Общества галлиполийцев.

## Биография
Православный. Из дворян Симбирской губернии.
Окончил Симбирскую военную гимназию (1882) и 2-е военное Константиновское училище (1884), откуда выпущен был подпоручиком в 91-й пехотный Двинской полк. В 1887 году был переведён в 37-ю артиллерийскую бригаду.
Чины: поручик (ст. 14.08.1888), штабс-капитан (ст. 15.07.1894), капитан (ст. 19.07.1898), подполковник (1905), полковник (1908), генерал-майор (1915), генерал-лейтенант (1919).
С 1890 года служил в Главном артиллерийском управлении, где занимал должности помощника столоначальника, столоначальника (1894—1904) и, наконец, помощника начальника отдела (1904—1910). Произведён в подполковники 21 августа 1905 года «на вакансию», в полковники — 6 декабря 1908 года «за отличие по службе». В 1908 году окончил курс Офицерской артиллерийской школы. В 1910 году был назначен командующим 5-й батареей 8-й артиллерийской бригады.
16 июня 1914 года назначен командиром 1-го дивизиона 37-й артиллерийской бригады, с которой и вступил в Первую мировую войну. Был удостоен ордена Святого Георгия 4-й степени
За то, что в боях под Болеховым 15-го, 16-го, 17-го и 18-го мая 1915 года, командуя в отряде артиллерией, состоящей из 4-х батарей, под губительным огнем противника, лично руководил огнем своей артиллерии, чем дал возможность удержать взятую штыковой атакой д. Подберез, несмотря на попытки противника выбить нас оттуда. Со взятием нами д. Хузеиув, выдвинул часть батареи на близкие дистанции, развил сильный огонь и тем нанес противнику решительное поражение и дал возможность удержаться нам на занятой позиции.
19 июня 1915 года произведён в генерал-майоры, а 3 июля того же года назначен командиром 37-й артиллерийской бригады. 18 февраля 1917 года назначен командующим 166-й пехотной дивизией, на 7 июля 1917 — в том же чине и должности. В конце 1917 года — командующий 18-м армейским корпусом. В начале 1918 года был членом Совета по ликвидации Румынского фронта при командующем фронтом генерале Щербачёве.
В Гражданскую войну участвовал в Белом движении на Юге России. В сентябре 1918 года прибыл в Добровольческую армию, состоял в распоряжении черноморского военного губернатора. Затем был назначен инспектором артиллерии Астраханского корпуса. 27 января 1919 года произведён в генерал-лейтенанты. Весной 1919 года — инспектор артиллерии 1-го армейского корпуса, затем состоял в резерве чинов при штабе Главнокомандующего ВСЮР. С 24 июля 1919 года назначен инспектором артиллерии 5-го кавалерийского корпуса, с 13 ноября — войск Киевской области, с 8 декабря 1919 года зачислен в резерв чинов войск Новороссийской области. В марте 1920 года был начальником обороны Новороссийска. После Новороссийской эвакуации вернулся в Крым. В Русской армии вновь был назначен инспектором артиллерии 1-го армейского корпуса. В октябре 1920 года — инспектор артиллерии Русской армии, с которой эвакуировался из Крыма. На 18 декабря 1920 года — инспектор артиллерии 1-го армейского корпуса в Галлиполи. Был первым заместителем генерала Кутепова во время пребывания корпуса в Галлиполи.
После перевода 1-го армейского корпуса в Болгарию стал одним из основателей и первым председателем Главного правления Общества галлиполийцев (1924—1933). С 1924 года в эмиграции во Франции, жил в Париже. Состоял председателем и почётным членом отдела Общества галлиполийцев во Франции, председателем Общества офицеров-артиллеристов во Франции, председателем объединения Симбирского кадетского корпуса и помощником командира 1-го армейского корпуса. В 1927—1937 годах был помощником по строевой и хозяйственной части, а также членом учебного комитета Высших военно-научных курсов в Париже, занятия которых проходили в помещении Общества галлиполийцев.
Скончался в 1937 году в Париже. Похоронен на кладбище Сент-Женевьев де Буа. Был женат на Татьяне Васильевне Пешехоновой (1867—1950).

## Награды
- Орден Святого Станислава 2-й ст. (1901)
- Орден Святой Анны 2-й ст. (ВП 6.12.1904)
- Орден Святого Владимира 4-й ст. (1906)
- Высочайшее благоволение «за отличное окончание курса Офицерской артиллерийской школы в 1908 году» (ВП 10.05.1909)
- Орден Святого Владимира 3-й ст. с мечами (ВП 10.01.1915)
- мечи и бант к ордену Св. Владимира 4-й ст. (ВП 31.01.1915)
- Высочайшее благоволение «за отличия в делах против неприятеля» (ВП 28.05.1915)
- Орден Святого Георгия 4-й ст. (ВП 1.09.1915)
- Орден Святого Станислава 1-й ст. с мечами (ВП 12.03.1916)
- Орден Святой Анны 1-й ст. с мечами (ВП 10.12.1916)
- Орден Святого Владимира 2-й ст. с мечами (ПАФ 7.07.1917)